# Herberts Vasiļjevs
Herberts Vasiļjevs (* 27. Mai 1976 in Riga, Lettische SSR) ist ein ehemaliger lettischer Eishockeyspieler mit deutscher Staatsbürgerschaft. Er spielte im Laufe seiner Karriere unter anderem in der NHL, der AHL sowie in der Deutschen Eishockey Liga. Mit der lettischen Eishockeynationalmannschaft nahm er dreimal an Olympischen Winterspielen sowie an elf Weltmeisterschaften  teil.

## Karriere
Der 1,81 m große Sohn des KEV-Nachwuchscoachs Haralds Vasiļjevs kam Anfang der 1990er Jahre mit seinem Vater nach Deutschland, wo er seine Eishockeyjugend verbrachte. Von den Junioren des EHC Dortmund wechselte der damals 18-Jährige nach Krefeld, für deren Profiteam Krefeld Pinguine er ab Saison 1994 in der Deutschen Eishockey Liga aufs Eis ging.
In 48 Spielen der Saison 1994/95 konnte Vasiļjevs bereits sein technisches und läuferisches Talent unter Beweis stellen und erzielte vier Tore und neun Scorerpunkte. In den Play-offs, in denen die Pinguine bis ins Halbfinale vordringen konnten, kamen in 15 Partien weitere fünf Punkte hinzu, in der Folgezeit folgte jedoch der Konkurs des KEV und der Lette wechselte in die kanadische Juniorenliga Ontario Hockey League, wo er ein Jahr für den Guelph Storm, der ihn beim CHL Import Draft 1995 als insgesamt 46. Spieler ausgewählt hatte, auf dem Eis stand und in 65 Spielen 34 Tore und 67 Punkte erzielte. In der folgenden Saison 1996/97 unterschrieb Vasiļjevs einen Vertrag in der Organisation der Florida Panthers, von denen er zunächst bei ihrem Farmteams, den Port Huron Border Cats aus der Colonial Hockey League eingesetzt wurde. Zudem spielte er in der Spielzeit für die Knoxville Cherokees aus der East Coast Hockey League sowie die Carolina Monarchs in der American Hockey League, bei denen er in 54 Spielen 13 Tore und 31 Punkte erzielen konnte. Im Sommer 1997 wechselte der Flügelstürmer schließlich zum Ligakonkurrenten Beast of New Haven und schaffte hier endgültig den Durchbruch. Mit 36 Tore und 66 Punkten in 76 Spielen wurde der Lette drittbester Scorer und bester Torjäger des Teams und wurde für das AHL All-Star Classic nominiert.
Diese Leistung brachte Vasiļjevs in der Saison 1998/99 seine erste Berufung ins NHL-Team der Panthers ein, für die er fünf Spiele in der höchsten nordamerikanischen Profiliga absolvierte und anschließend wieder in der AHL für die Kentucky Thoroughblades spielte. Mit 28 Toren in 76 Spielen wurde der Rechtsschütze zweiter in der teaminternen Torjägerwertung, 48 Assists bildeten den Topwert des Teams und seine 76 Punkte machten ihn gleichauf mit Steve Guolla zum Topscorer. Diese guten Werte machten andere Teams auf den Letten aufmerksam, der schließlich im Juni 1999 gemeinsam mit Gord Murphy, Daniel Tjärnqvist und einem Sechstrunden-Draftpick im Tausch gegen Top-Goalie Trevor Kidd zu den Atlanta Thrashers abgegeben wurde.
Im Thrashers-Farmteam, den Orlando Solar Bears aus der International Hockey League konnte Herberts Vasiļjevs mit 73 Einsätzen, 25 Toren und 60 Punkten wiederum gute Werte erzielen, woraufhin er in den NHL-Kader des Franchises aus Atlanta berufen wurde. In sieben Einsätzen konnte der Angreifer sein erstes Tor in der besten Liga der Welt erzielen, in Orlando war er auch in der folgenden Spielzeit einer der Topscorer. 22 Tore und 48 Punkte hatten für den Letten die nächste Berufung in den NHL-Kader zur Folge, sodass er 21 Partien bei den Thrashers absolvieren und dabei mit vier Toren und neun Punkten gute Werte erreichen konnte. Acht Tore in zwölf Einsätzen während der Play-offs, die Vasiļjevs nach dem Ausscheiden der Thrashers wieder in Orlando verbrachte, waren Teamspitze, obwohl er in vier Spielen nicht auf dem Eis war. Mit den Solar Bears gewann er den Turner Cup der IHL.
Nachdem der Vertrag des Angreifers bei den Thrashers ausgelaufen war, wurde er von den Vancouver Canucks unter Vertrag genommen, für die er 18 weitere NHL-Spiele mit 3 Toren und 2 Assists verbuchen konnte, ehe er wieder ins Farmteam geschickt wurde. Bei den Manitoba Moose aus der AHL kam Vasiļjevs jedoch nicht zurecht und erreichte in 69 Einsätzen für seine Verhältnisse schwache zehn Tore und 39 Punkte und, erst zum zweiten Mal in seiner Karriere auf Minor-League-Niveau nach seiner Rookiesaison, eine negative Plus/Minus-Statistik.
Daraufhin wechselte der Stürmer zu Amur Chabarowsk in die russische Superliga, wo er in 37 Einsätzen vier Tore und elf Punkte erzielen, jedoch mit der defensiven Spielweise in Russland nicht zurechtkam und daraufhin in die DEL zurückkehrte, wo einen Vertrag bei den Nürnberg Ice Tigers unterschrieb.
Hier gehörte Vasiļjevs über lange Strecken der Saison 2004/05 zu den Topscorern der Liga. Erst eine schwere Verletzung an der Schulter nach einem Foul des Hamburgers Jacek Płachta am 7. Januar 2005 warf den Letten zurück. Zeitweise war es sogar fraglich, ob er überhaupt noch einmal in der Saison aufs Eis zurückkehren könnte, sechs Spieltage vor Saisonende gab Vasiļjevs jedoch sein Comeback im Trikot der Ice Tigers. In den Playoffs konnte der Angreifer jedoch noch nicht seine volle Leistung abrufen und trotz einem Tor und drei Punkten nicht verhindern, dass die Franken in sechs Spielen gegen die Adler Mannheim ausschieden. Zur Saison 2005/06 unterschrieb Herberts Vasiļjevs einen Zweijahresvertrag bei den Krefeld Pinguinen, bei denen er 1994 seine Karriere in der höchsten deutschen Profiliga begonnen hatte.
In der Saison 2006/07 gelang ihm im Spiel gegen die Frankfurt Lions am 15. Dezember 2006 ein neuer DEL-Rekord, da der Lette in einem Spiel vier Tore und vier Vorlagen verzeichnen konnte. Am Saisonende wurde er als Torschützenkönig für das DEL All-Star Game nominiert und auch zum DEL-Spieler des Jahres gewählt. Im Februar 2007 wurde Vasiļjevs’ Vertrag in Krefeld um drei weitere Spielzeiten bis 2010 verlängert, er enthielt zunächst jedoch eine Ausstiegsklausel für ein Team der russischen Superliga, welche allerdings nicht gezogen wurde. Auch 2008 und 2009 wurde er wieder für das DEL All-Star Game nominiert. In der Saison 2012/13 erreichte er die beste Plus/Minus-Bilanz der DEL. Er spielte letztlich bis Saisonende 2016/17 für die Pinguine und beendete am 26. Februar 2017 nach dem DEL-Spiel gegen Wolfsburg seine Spielerlaufbahn.

### Rekorde
Vasiļjevs ist der Spieler mit den zweitmeisten Scorerpunkten (509), Spielen (639), Assists (298), Strafminuten (667) sowie meisten Toren (211) der Pinguine seit deren Bestehen in der DEL (Stand 8. März 2020). In den Kategorien Scorerpunkte, Spiele, Assists und Strafminuten wird er vom gebürtigen Krefelder Daniel Pietta übertroffen, der mit 209 Toren knapp hinter Vasiļjevs auf Platz zwei rangiert.

### International
Von 1998 bis 2014 war Herberts Vasiļjevs Mitglied der lettischen Eishockeynationalmannschaft und nahm für diese 2006, 2010 und 2014 an drei Olympischen Winterspielen sowie 1998, 2000, 2004, 2005, 2006, 2007, 2008, 2009, 2010, 2011 und 2014 an elf Weltmeisterschaften teil.

## Erfolge und Auszeichnungen
- 1999 Teilnahme am AHL All-Star Classic
- 2001 Turner-Cup-Gewinn mit den Orlando Solar Bears
- 2007 DEL-Außenstürmer des Jahres
- 2007 DEL-Spieler des Jahres
- 2007 Torschützenkönig der DEL
- 2007 Teilnahme am DEL All-Star Game
- 2008 Teilnahme am DEL All-Star Game
- 2009 Teilnahme am DEL All-Star Game
- 2013 Beste Plus/Minus-Bilanz der DEL

## Karrierestatistik

### International
(Legende zur Spielerstatistik: Sp oder GP = absolvierte Spiele; T oder G = erzielte Tore; V oder A = erzielte Assists; Pkt oder Pts = erzielte Scorerpunkte; SM oder PIM = erhaltene Strafminuten; +/− = Plus/Minus-Bilanz; PP = erzielte Überzahltore; SH = erzielte Unterzahltore; GW = erzielte Siegtore; 1 Play-downs/Relegation; Kursiv: Statistik nicht vollständig)